# 伊萬霍羅德 (切爾卡瑟州)
伊万霍罗德（羅馬化：Ivanhorod）是位于乌克兰中部切爾卡瑟州烏曼區的村庄，距离基輔约151（94英里）。隸屬赫里斯特尼夫卡市鎮，該市鎮行政中心为赫里斯蒂尼夫卡。